# 柳田温泉
柳田温泉（やなぎだおんせん）は、石川県鳳珠郡能登町にある温泉。

## 温泉街
奥能登の中央に位置する旧柳田村の森林地帯に、一軒宿の「国民宿舎 能登やなぎだ荘」が存在するが、令和6年能登半島地震の影響のため2024年9月時点で宿泊の受付は休止しており、日帰り入浴のみとなっている。また、村内の柳田温泉病院もこの温泉を引湯しているが、同地震で被災し休業している。

## 泉質
- 芒哨泉（ナトリウム-硫酸塩泉）
  - 泉温：27 ℃

源泉温度が低いため、加温・循環濾過方式となっている。

## 歴史
- 1972年（昭和47年）- 湧出[2]。
- 1973年（昭和48年）- 村営浴場が開業[2]。
- 1976年（昭和51年）- 国民宿舎が開業[2]。

## アクセス
- のと鉄道七尾線 穴水駅よりバスで約50分。

自動車
- 北陸自動車道 金沢森本ICからのと里山海道経由で120分。
- 能登空港から30分。